# Алкохолна психоза
Алкохолна психоза, алкохолна халуциноза  ментални је поремећај и поремећај понашања који је резултат хроничног алкохолизма која се манифестује након преласка болести у продужену или тешку фазу. Психоза изазвана алкохолом  се може  десити након пијанства или у фази одвикавања од алкохола. 
Према различитим ауторима, нема синдрома алкохолне апстиненције, а самим тим и алкохолизма без психозе.
Иако се разликује од шизофреније, основне карактеристике синдрома укључују заблуде; халуцинације, обично у облику погрдних и претећих гласова; поремећаје расположења, поремећени мисаони процес и неприкладно понашање. 
Преваленција алкохолне психозе током  процењена је на ~0,5–1,8%. Код особа које развију овај поремећај, постоје озбиљни здравствени ризици, укључујући повећан ризик од самоубилачког понашања са или без депресије, и стопу поновне хоспитализације до 60%.  Ментални поремећаји и поремећаји понашања због употребе алкохола чинили су преко 200.000 болничких пријема у 2012. години само у Уједињеном Краљевству и остали су међу три највећа узрока морбидитета узрокованог алкохолом у овој земљи.
Тренутно не постоји третман заснован на доказима за алкохолну психозу, тако да је спречавање хроничне употребе алкохола на првом месту главна опција за прекид пута који води до болести.

## МКБ 10 Алкохолна психоза (F 10.5)
Под алкохолним психозама према МКБ 10 подразумевају се следећи тешки ментални поремећаји изазвани злоупотребом алкохола: 
- F10.4 - Делиријум тременс

- F10.6 - Корсаковљева алкохолна психоза
- F10.73 - Друге алкохолне деменције

- F10.52 - Алкохолна халуциноза

- F10.07 - Патолошко пијанство

- F10.50 - Алкохолна љубомора (параноја)

## Опште информације
Психоза није ментална болест, већ симптом психичког или физичког стања, укључујући психотичне поремећаје као што је шизофренија, или се може појавити и као симптом поремећаја употребе алкохола. Алкохолом изазвана психоза је кровни термин који се односи на слушне, визуелне и тактилне халуцинације и заблуде које изазива хронична употреба алкохола. За разлику од других психотичних поремећаја, психоза изазвана алкохолом обично не утиче на свест појединца или виталне знаке. Међутим, може бити опасна за појединца са психозом као и за људе око њих.  Обично се манифестује у следећим околностима:
- Током или након акутне интоксикације или тровања алкохолом
- Током лечења алкохолизма као психоза одвикавања од алкохола, која се јавља ако пацијент завистан од супстанце нагло престане да пије.
- Код хроничног опијања, код људи који пију пуно и редовно

Приближно 4% људи који су зависни од алкохола развијају психозу изазвану алкохолом. Иако је стање релативно ретко, важно је болест на време препознати. Појединци са дијагнозом алкохолне халуцинозе имају 65% ризик од рецидива. Они такође имају и до 30% шансе да развију хроничне психотичне симптоме.

## Етиопатогенеза
Узрок и механизми алкохолне психозе и халуцинозе за сада нису у потпуности разјашњени, јер њихов развој не зависи само од директног, чак и продуженог дејства алкохола, већ и од утицаја пропадања организма алкохоличара, поремећеног метаболизма и других етиолошких фактора. 
Истовремена дисрегулација неколико неуротрансмитерских система може бити укључена у патогенезу халуцинација у зависности од алкохола, а студије неуро-имаџинга сугеришу абнормалности перфузије у различитим регионима мозга.
Најчешће психозе - алкохолни делириум и халуциноза - се не појављују у позадини развијеног апстиненцијског синдрома (са смањењем садржаја алкохола у крви), јер најчешће појави психозе претходи:
- повреда мозга,
- акутни инфективна болест,
- акутног тровања (нпр  сурогата алкохолу, дрогама, итд).,
- повезани соматски поремећаји,
- стрес.

Због тога се у литератури често појављује појам "метална психоза", наглашавајући њихов развој као резултат продужене, хроничне алкохолне интоксикације, која утиче на унутрашње органе и нарушава метаболизам уопште.
Верује се да у развоју алкохолних психозе важну улогу има комбинације неколико фактора:
- ендогена и егзогена интоксикација,

- метаболички поремећаји (посебно неуротрансмитера централног нервног система),

- имуни поремећаји

- хронични алкохолизам (јер се психоза по правилу, развија код пацијената са хроничним алкохолизмом друге и треће фазе са израженим поремећајима хомеостазе).

Системска употреба алкохола ремети метаболичке процесе у централном нервном систему, у коме алкохол утиче на функцију ГАБА система (неуротрансмитера који смањује осетљивост неурона на спољашње сигнале) и рецепторе Н-метил-Д-аспарагинске киселине.  Једна доза алкохола појачава активност ГАБА рецептора, а хронична алкохолисаност доводи до смањења осетљивости и пад у нивоу ГАБА у ЦНС, чиме се објашњава стимулација нервног система.
Један од главних ексцитаторних неуротрансмитера у ЦНС  је глутамат и његова интеракцији са три врсте рецептора, укључујући Н-метил-Д-аспарагинску киселину, који игра важну улогу у процесу учења. Такође је важно и учешће И-метил-Д-аспарагинске киселине у патогенези конвулзивних напада. Један унос алкохола инхибира активност рецептора Н-метил-Д-аспарагинске киселине, уз систематску употребу етанола, њихова количина се повећава. Сходно томе, у  активни ефекат глутамата се повећава.
Акутни ефекат алкохола има инхибиторни ефекат на калцијумове канале неурона, што доводи до повећања броја потенцијално зависних канала код хроничне алкохолног тровања. Због тога, током периода депривације етанола, транспорт калцијума у ћелију се повећава, и праћен је повећањем ексцитабилности неурона.
Велики значај у патогенези алкохолне психозе припада размени допамина, ендорфина, серотонина и ацетилхолина.  Допамин координише моторичке функције централног нервног система, игра важну улогу у имплементацији механизама мотивације и понашања. Једно убризгавање алкохола узрокује повећање и хронично увођење смањења екстрацелуларног допамина. Како су ефекти блокатора допаминских рецептора (неуролептици) код алкохолног делиријума неефикасни, то се може објаснити ефекатом других неуротрансмитера и модулатора централног нервног система (серотонина, ендорфина, итд ..), као и променам у биолошко  дејству допамин неуротрансмитера у интеракцији са производима катаболизма и патолошки измењених неуропептида.
Водећи фактор патогенези алкохолног делиријуму, очигледно, представља нарушавање метаболичких и неуровегетативних процеса. Инсуфицијенција јетре доводи до нарушавања функције детоксификације, инхибиције синтезе протеинских фракција крви и других важних једињења. Као резултат, развија се токсична лезија централног нервног система,  што доводи до разградње неурохуморалних компензационих механизама. Смањење детоксикационих резерви јетре ремети и успорава процесе оксидације алкохола, што доводи до стварања више токсичних подоксидованих производа. 
Још један важан предиспозивни фактор у развоју делириума је кршење метаболизма електролита, посебно редистрибуција електролита између ћелија и екстрацелуларне течности. Механизам покретања делиријума сматра се оштром променом унутрашње хомеостазе,  придружен утицај соматских обољења, евентуално локалних циркулаторних поремећаја и смањења пропустљивости крвних судова за токсичне супстанце.
Изгледа да су механизми појаве алкохолног делиријума и акутних енцефалопатија блиски. У патогенези алкохолних енцефалопатија, заједно са делиријумом важно место има нарушен метаболизма витамина, нарочито недостатка витамина Б1, Б6 и ПП.
Међу егзогено-органским опасностима, најважније су последице краниоцеребралних повреда, хроничних физичких болести. 
Не треба занемарити и одређену улогу наследног фактора, због несавршености механизама хомеостазе.

## Клиничка слика
Примарни симптоми било које психозе изазване алкохолом укључују заблуде и халуцинације. Особа која доживљава психозу изазвану алкохолом може имати проблема да идентификује шта је стварно. То често доводи до секундарних симптома, као што су страх, агресија и збуњеност. 
Неки од најистакнутијих симптома психозе изазване алкохолом укључују:
- лажне видне, слушне, осећајне и мирисне сензације,
- дезоријентацију и дезорганизоване мисли,
- лажна уверења о себи, другима или свету око себе,
- заблуде прогона, или веровање да га неко јури,
- паразитске халуцинације, или осећај да инсекти пузе по или испод коже
- наметљиве (присилне) мисли,
- параноја,[10][11]
- непримерено понашање и испаде,
- потешкоће у одржавању разговора,
- проблеме у обављању свакодневних задатака и рутина.

Ови симптоми се могу појавити и трајати неколико сати, или могу трајати и до неколико недеља. На пример, први пут када доживи психозу изазвану алкохолом током епизоде опијања, она може бити краткотрајна. Међутим, сваки наредни случај повећава шансе за појаву нових напада. Ако наставите да пије пуно и редовно, пацијент ризикујете да добије  вишеструке дуготрајне, узастопне епизоде или да развијете хронични облик психозе. Такви  случајеви могу бити опас ни по живот, јер у овим ситуацијама постоји ризик  ризик од наножења повреда себи или другима.
Тровање алкохолом поред изазивања психозе, може довести до потпуног искључивања из функције виталних система тела,  или стимулисати централни нервни систем, изазивајући опасне промене у виталним знацима.

### Делиријум тременс
Делиријум тременс или лудило пијанца је интензиван облик психозе изазване алкохолом која се може јавити током повлачења. Овај ниво алкохолне халуцинозе је реткост. Обично се развија код људи који су значајно зависни од алкохола и који су већ дуже време без алкохола. Неке од ових особа почињу да показују симптоме делириум тременса око четири до седам дана након повлачења. Делириум тременс је толико екстреман да је фаталан за до 37% људи који развију ово стање ако се не лече. Од виталног је значаја праовремено препознати симптоме психозе изазване алкохолом како би се спречило да се алкохолизам развије у делириум тременс.

## Дијагноза
Употреба скрининга на алкохол у комбинацији са информацијама о раним показатељима алкохолне психозе могла би да помогне ранијој идентификацији и бољем циљању ризичних појединаца, ако практичари познају ове индикаторе. Међутим, и данас постоје ограничена истраживања о путевима који воде до дијагнозе алкохолне психозе. Тачније, постоји врло мало објављених студија које описују коришћење здравствене заштите пре алкохолне психозе, са још мање студија које описују шта су пацијенти имали пре болести.

## Терапија
Пацијента са психозом узрокованом алкохолом треба одмах упутити медицинском стручњаку, јер ће им можда бити потребни седативи, одрежена ограничења и стални надзор, како би он остао присебан.
Терапија акутних алкохолних психоза заснива се на корекцији метаболичких поремећаја који настају због систематског уноса алкохолних пића. Понекад су недостаци у исхрани одговорни за алкохолну халуцинозу, па код ових пацијената, суплементација тиамином може помоћи.  
Међутим због недостатка разумевања патогенетских механизама ове болести, разноврсности и сложености метаболичких промена које се развијају у њима, употребљени лекови понекад узрокују негативне нежељене ефекте, што може довести до погоршавања тока болести. Због тога се стално траже нови терапеутски приступи и оптимизују традиционалне методе терапије усмерене на убрзавање изласка пацијената из психотичног стања и минимизирање штетних ефеката и припрема пацијената за квалитативну и дуготрајну ремисију. Према томе главни циљ терапије је да се пацијент што пре стабилизује пре него што настави  са детоксикацијом или дуготрајном рехабилитацијом.
Престанак пијења не решава повезане психолошке и физичке компликације алкохолизма. Свеобухватан план лечења може помоћи у опоравку и јачању способности да се пацијент носи са трајним симптомима психозе изазване алкохолом.   

## Компликације
Поред општих симптома психозе изазване алкохолом, може изазвати следеће компликације:
- екстремну сензорну осетљивост,
- убрзано дисање
- убрзане откуцаје срца
- тремор,
- нападе,
- поремећаје у сазнању и свести,
- интензивну реакцију аутономног нервног система.

## Прогноза
Прогноза је неповољнија него што се раније веровало, али обично је добра када се апстиненција може одржати.